# Stephen Thrower
Stephen Thrower, né en 1963, est un historien du cinéma et musicien poly-instrumentiste anglais. Comme musicien, il participe à la scène industrielle britannique du début des années 1980, puis s'oriente vers l'ambient et le paysage sonore. Comme historien du cinéma, il écrit principalement sur des films d'horreur à petit budget réalisés entre les années 1960 et le milieu des années 1980. 

## Biographie
Thrower passe son enfance et son adolescence dans le Yorkshire. Au début des années 1980, influencé par Throbbing Gristle, il forme avec Victor Watkins et Andrew Victor Wood son premier groupe, Possession. En 1983, il commence une correspondance avec Peter Christopherson avant que celui-ci ne fonde Coil. En 1984, Possession sort son unique disque, l'album The Thin White Arms, Obtusely Angled At The Elbow, Methodically Dipping And Emerging sur le label A-Mission. La même année, Thrower joue dans Imagining October, un court métrage de Derek Jarman, et participe à quelques morceaux de Scatology, le premier album de Coil.  
Thrower s'installe à Londres et intègre Coil en 1985. Au sein du groupe, il collabore à la musique de deux films : The Angelic Conversation de Derek Jarman et Hellraiser de Clive Barker (la musique faite par Coil pour ce dernier film sera refusée par New World Pictures, le studio qui finance la production). Il participe aux albums Horse Rotorvator, Gold Is The Metal (With The Broadest Shoulders), Love's Secret Domain et Stolen and Contaminated Songs. Thrower quitte Coil à l'époque de ce dernier album, en 1992.  
Il rencontre Ossian Brown qui devient son compagnon (Brown intégrera Coil à la fin des années 1990). Tous deux forment le duo Cyclobe et sortent quatre albums entre 1999 et 2012. Dans les années 2000, Thrower forme avec David Knight un autre duo, UnicaZürn. Sous ce nom emprunté à une dessinatrice et poétesse allemande proche des surréalistes, ils sortent quatre albums entre 2009 et 2019. 
Parallèlement à ses activités musicales, Thrower écrit sur le cinéma d'horreur. Il collabore d'abord à Shock Xpress, fanzine créé par Dave Reeder en 1985 puis dirigé par Stefan Jaworzyn. Jaworzyn, comme Thrower, se partage entre la musique et l'intérêt pour les films d'horreur. Il est guitariste et  bassiste de Skullflower, un groupe avec lequel Thrower joue occasionnellement vers 1988-1989, à une époque où il est encore membre de Coil. Jaworzyn crée également le label Shock en 1989 sur lequel il publie un single de Coil en 1990 : Wrong Eye / Scope. Et il forme avec Thrower un groupe éphémère en 1991 : Satin Chickens. Rédacteur en chef de Shock Xpress, Jaworzyn met l'accent sur des films bizarres et obscurs afin, selon ses termes, de « contaminer le lecteur » en l'exposant à ce qui est « étrange et tordu ».
En 1989, Thrower crée Eyeball dans la continuité du fanzine de Jaworzyn : parmi les contributeurs de ce nouveau fanzine, on retrouve beaucoup d'auteurs qui ont écrit pour Shock Xpress (Ramsey Campbell, Alan Jones, David Kerekes, Craig Ledbetter, Kim Newman...), ainsi que Jaworzyn lui-même. Comme le déclarera Thrower dans l'introduction au recueil d'articles publié par FAB Press en 2003, Eyeball est conçu pour « entremêler ce qui, dans le cinéma (et plus particulièrement dans le cinéma européen), est censé relever de la haute culture avec ce qui est censé être bas » : « Souvent, le cinéphile raille les grossièretés du cinéma d'exploitation, tandis que le fan de gore se moque des prétentions des films qui se veulent artistiques. Pour moi, cette opposition est stérile, car le véritable ennemi c'est le conformisme du cinéma commercial. » Thrower publie cinq numéros d'Eyeball entre 1989 et 1998, puis il dirige en 2003 The Eyeball Compendium - recueil dans lequel figure notamment un long entretien de 1998 avec Andrzej Żulawski, le réalisateur de son film favori, Possession.
Depuis la fin des années 1990, Thrower se consacre à l'écriture de livres, ambitieux et volumineux - sur Lucio Fulci, sur le cinéma d'horreur indépendant aux États-Unis, sur Jess Franco. En 1999, il publie chez FAB Press Beyond Terror: The Films of Lucio Fulci (le livre sera réédité, une première fois en 2002, une seconde fois dans une édition revue et augmentée en 2018). En 2007, toujours chez FAB Press, il publie Nightmare USA: The Untold Story of the Exploitation Independents vol. 1. En 2015 et en 2019, chez Strange Attractor Press, il publie Murderous Passions: The Delirious Cinema of Jesús Franco vol. 1 et Flowers of Perversion: The Delirious Cinema of Jesús Franco vol. 2 (écrits avec la collaboration de Julian Grainger).
Ses livres ont été remarqués, y compris en France où ils n'ont pas été traduits - en particulier Nightmare USA, un livre qu'on a pu qualifier d'« important » ou d'« extraordinaire » et qui, selon Christophe Bier, est une « impressionnante bible du cinéma grindhouse ».